# Palazzo Bernardini (Matera)
Palazzo Bernardini, storicamente noto anche come Palazzo Ferraù o Giudicepietro, domina il Sasso Caveoso di Matera.

## Storia
Originariamente appartenente alla famiglia Ulmo, diviene proprietà della famiglia Ferraù (o Firrao), portato in dote a Giambattista Ferraù dalla moglie Beatrice Ulmo. La prima residenza della famiglia era situata in via Conservatorio, nella casa che ospitò il conte Giancarlo Tramontano. Il patrimonio familiare crebbe grazie all'eredità di ottanta mila ducati dello zio don Antonio Tarsia, diventando una tra le nove famiglie nobili materane nel 1592.
Non si hanno dati certi circa alle generazioni susseguitesi nel tempo: a Giuseppe seguì Giambattista. A quest'ultimo si deve l'inversione dell'ingresso del palazzo dal recinto di San Nicola all'Arco piazza, una volta terminati i lavori della sede comunale nel 1759. A Giambattista seguì il figlio Giuseppe che sposò una patrizia napoletana (donna Marianna Caracciolo de’ marchesi di Pannarano) e per accoglierla al meglio decise di ammodernare l'appartamento con «stoffe bianche e gialle con bellissimi ornati di stucco bianco e oro e con stupende sovrapporte di soggetti mitologici a chiaroscuro su fondo nero». Ulteriori modifiche interessarono il palazzo in occasione dell'arrivo a Matera, il 30 maggio 1806, del re di Napoli Giuseppe Bonaparte: l'ingresso venne spostato in piazza Sedile e nel palazzo venne organizzata una grande festa da ballo cui parteciparono i funzionari della Regia Udienza assieme alle famiglie più nobili di Matera.
La famiglia Firraù dal 1822 iniziò ad elargire il proprio patrimonio in favore di varie famiglie tra cui due case a Castelvecchio acquistate da don Filippo Giudicepietro nel 1859. Andrea Giudicepietro, padre di Filippo, negoziante di stoffe, cedette al figlio il negozio e l'abitazione. Filippo sposò nel 1808 Lucrezia Morcinelli, che aveva come dote alcune case e 3000 ducati in contanti. La disponibilità economica di Filippo gli permise di acquistare il palazzo Firraù, che alla sua morte passò al nipote Andrea.
Nel 1974 la famiglia Giudicepietro decide di vendere l'appartamento di piazza Sedile, che viene acquistato da Aldo Bernardini e da questi sottoposto a lavori di restauro.

## Architettura e stile
Allo stato attuale tutti gli elementi presenti all'interno del salone hanno mantenuto la loro versione originale. Nella stanza coperta da una volta a botte si possono ammirare i dipinti su tela che sovrastano console dai ripiani in marmo e laccate in bianco con ornati in color oro. Anche le poltroncine e i divani conservano ancora l'originale stoffa di rivestimento, in damasco giallo. Soltanto il pavimento è stato modificato. La stanza principale, il salone, acquista leggerezza grazie agli alti specchi e al grande lampadario a candele in cristallo di Murano. Il fregio a monocromo nei toni pastello è interrotto da bassorilievi con figurine in bianco a fondo blu che riportano allo stile delle porcellane di Wedgwood. Queste si riferiscono all'arte figurativa romana in linea con il gusto archeologico sorto in seguito ai ritrovamenti di Ercolano e Pompei. Le varie figure stilizzate si aggirano nei pressi di un cippo lapideo: una trascina un coniglio, le altre guidano un cavallo e un toro. La volta si presenta scandita da riquadrature geometriche dipinte a mo' di cornici in stucco dagli ornati delicati, nei toni del verde, rosa e giallo pastello.
Molto importanti sono i quadri. Nell'inventario dei beni di famiglia si elencano "4 tremò con cornice di legno in dorato e pitture al di sopra rappresentanti le Favole de' Falsi dei con cornocopii di ottone dorati a due lumi valutati centosessanta ducati". Nel titolo riportato dal notaio si impiega il titolo "favola" con il quale già dal XVI secolo si voleva indicare il mito nelle diverse manifestazioni artistiche; i "falsi dei" sono naturalmente gli dei pagani. Alla base di questa grande riproduzione, forse, vi era un accordo con la commissione.
I quadri e le tele presenti nel palazzo svariano nelle varie figure mitologiche: da "Diana a caccia" fino al " Rapimento di Elena".